# ISO 3166-2:BT
ISO 3166-2:BT est l'entrée pour le Bhoutan dans l'ISO 3166-2, qui fait partie du standard ISO 3166, publié par l'Organisation internationale de normalisation (ISO), et qui définit des codes pour les noms des principales administration territoriales (e.g. provinces ou États fédérés) pour tous les pays ayant un code ISO 3166-1.

## Districts (20)
La deuxième partie du codet est composée de deux chiffres dont le premier indique la zone : 
- BT-1x : Ouest
- BT-2x : Centre
- BT-3x : Sud
- BT-4x : Est

les districts de Gasa et Trashiyangste échappe toutefois à cette règle.
Les noms des subdivisions sont listés selon l'usage de la norme ISO 3166-2, publiée par l'agence de maintenance de l'ISO 3166 (ISO 3166/MA).
| #     | District         | Dzongkha       | Translit.        |
| ----- | ---------------- | -------------- | ---------------- |
| BT-33 | Bumthang         | བུམ་ཐང་         | Bºumtha          |
| BT-12 | Chukha           | ཆུ་ཁ་           | Chukha           |
| BT-22 | Dagana           | དར་དཀར་ནང་     | Dºagana          |
| BT-GA | Gasa             | མགར་ས་         | Gâsa             |
| BT-13 | Haa              | ཧད་ / ཧཱ་       | Hâ               |
| BT-44 | Lhuntse          | ལྷུན་རྩེ་          | Lhüntsi          |
| BT-42 | Mongar           | མོང་སྒར་         | Mongga           |
| BT-11 | Paro             | སྤ་གྲོ་           | Paro             |
| BT-43 | Pema Gatshel     | པདྨ་དགའ་ཚལ་     | Pemagatshä       |
| BT-23 | Punakha          | སྤུ་ན་ཁ་         | Punakha          |
| BT-45 | Samdrup Jongkhar | བསཾ་གྲུབ་ལྗོངས་མཁར་ | Samdrup Jongkhar |
| BT-14 | Samtse           | བསམ་རྩེ་         | Samtsi           |
| BT-31 | Sarpang          | གསར་སྦང་        | Sarbang          |
| BT-15 | Thimphou         | ཐིམ་ཕུག་         | Thimphu          |
| BT-41 | Trashigang       | བཀྲ་ཤིས་སྒང་      | Trashigang       |
| BT-TY | Trashiyangste    | བཀྲ་ཤིས་གཡང་རྩེ་   | Trashi'yangtse   |
| BT-32 | Trongsa          | ཀྲོང་གསར་        | Trongsa          |
| BT-21 | Tsirang          | རྩི་རང་          | Tsirang          |
| BT-24 | Wangdue Phodrang | དབང་འདུས་ཕོ་བྲང་  | 'Wangdi Phodrºa  |
| BT-34 | Zhemgang         | གཞལ་སྒང་        | Zhºämgang        |

Historique des changements
- 3 novembre 2014 : Mise à jour de la Liste Source
- 27 novembre 20157 : Mise à jour de la Liste Source
- 15 novembre 2016 : Modification de l'orthographe de BT-13, BT-45; mise à jour de la Liste Source
- 26 novembre 2018 : Correction de l'étiquette du système de romanization
- 24 novembre 2020 : Modification de l'orthographe de BT-43; Mise à jour de la Liste Source